# Wanamakewajenenik
Wanamakewajenenik  /=people eating meat out of skin bags; odnosno pemmican-eaters; jedači pemikana/ (Tecomimoni), jedna od brojnih odžibvanskih skupina, porodica algonquian,  koji su nekada živjeli u blizini jezera Lake of the Woods nagranici Minnesote i Kanade. 
Naziv se kod još nekih autora nalazi u sličnim oblicima. Chauvignerie ih naziva Tecomimoni.